# Ortodoxie (kniha)
Ortodoxie (anglicky Orthodoxy) je kniha anglického spisovatele a myslitele G. K. Chestertona, která se zařadila mezi spisy obrany křesťanské víry. Autor ji napsal v roce 1908, čtrnáct let před konverzí ke katolické víře, a považoval ji za doplnění druhé knihy nazvané Heretika (1905). V úvodní kapitole uvedl, že „základní křesťanská teologie je nejlepším zdrojem energie a zdravé etiky … A říkám-li ortodoxie, míním tím apoštolskou víru… “.
Dílo obsahuje nevšední pohled na křesťanskou víru, jež nahlíží jako odpověď na přirozenou potřebu člověka – snažící se odpovědět na hádanku vlastními slovy, a nikoli pouze beztížnou pravdou, která vzešla odněkud mimo hranice lidské zkušenosti.
Ortodoxie představuje do značné míry autorův autobiografický duchovní pohled a ústřední dílo, které je klíčem k jeho tvorbě.

## Kapitoly
Kniha obsahuje devět kapitol:
1. Úvod na obranu všeho ostatního (Introduction in Defense of Everything Else)
2. Maniak (The Maniac)
3. Sebevražda myšlení (The Suicide of Thought)
4. Etika říše pohádek (The Ethics of Elfland)
5. Vlajka světa (The Flag of the World)
6. Paradoxy křesťanství (The Paradoxes of Christianity)
7. Věčná revoluce (The Eternal Revolution)
8. Romantika ortodoxie (The Romance of Orthodoxy)
9. Autorita a dobrodruh (Authority and the Adventurer)